# Alec Reeves
Alec Harley Reeves ( Redhill, Surrey, Reino Unido, 10 de marzo de 1902 - 13 de octubre de 1971) fue un científico e inventor inglés, cuyo trabajo hizo posible la creación de la modulación por impulsos codificados. Llegó a patentar 82 inventos.

## Biografía
Estudió ingeniería en el Imperial College de Londres y en 1923 se unió a la empresa International Western Electric, fabricante de equipos de radio y telecomunicaciones. En 1937 desarrolla la idea de la Modulación por impulsos codificados o PCM (Pulse Coded Modulation) que sería revolucionaria en el futuro de las telecomunicaciones. Desde los inicios de la telefonía era completamente analógica. Las señales podían amplificarse con las válvulas o tubos de vacío inventados por John A. Fleming y Lee De Forest, pero el ruido introducido también era amplificado. Por otro lado, las señales telefónicas analógicas podían ser fácilmente interceptadas y escuchadas. Reeves desarrolló el primer sistema de audio digital, con fines militares cuando estaba por empezar la Segunda Guerra Mundial por lo que era necesario disponer de sistemas de transmisión telefónicas más seguros. Sin embargo, el sistema PCM no sería implementado hasta después de la invención del transistor en 1948. Aparte de esto, Reeves fue el precursor del RADAR, lo cual aportó mucho a los aliados en la Segunda Guerra Mundial.
Reeves tenía también inquietud por lo paranormal, llevando a cabo experimentos sobre telepatía y comunicación con personas difuntas. Por ello, pasó muchos de sus primeros años intentando perfeccionar dispositivos para la telecomunicación espiritual.